# Suusamyr
Suusamyr (kirg.: Суусамыр кырка тоосу, Suusamyr kyrka toosu; ros.: хребет Суусамыр-Тоо, chriebiet Suusamyr-Too) – pasmo górskie w Tienszanie Wewnętrznym, w Kirgistanie, na południowy wschód od Ałatau Tałaskiego. Rozciąga się na długości ok. 125 km. Najwyższy szczyt osiąga 4048 m n.p.m. Pasmo zbudowane głównie z granitów i dolnopaleozoicznych łupków metamorficznych. Występują lodowce górskie. Dominuje krajobraz wysokogórski.